# Pokémon Black 2 và White 2
Pokémon Black 2 & White 2 (ポケットモンスターブラック2・ホワイト2 Poketto Monsutā Burakku Tsū & Howaito Tsū) là 2 phiên bản video game được phát triển bởi Game Freak và phát hành bởi Nintendo dành riêng cho Nintendo DS. Hai trò chơi 
được phát hành trên toàn thế giới vào ngày 23 tháng 6 năm 2012.